# Levi Coffin
Levi Coffin (Greensboro (North Carolina), 28 oktober 1798 – Cincinnati, 16 september 1877) was een Amerikaanse zakenman en abolitionist. Zijn bijnaam was President of the Underground Railroad. De Underground Railroad was de benaming waarmee de vluchtroute voor ontsnapte slaven richting het veilige noorden werd aangeduid.

## Levensloop

### Vroege jaren
Coffin werd geboren als zoon van Prudence en Levi Coffin sr. Hij had zes zussen. Zijn ouders waren toegewijde Quakers. Van zijn ouders en grootouders kreeg Coffin zijn ideeën over de slavernij mee. Die ideeën waren sterk geïnspireerd door John Woolman, die geloofde dat het houden van slaven verkeerd was. 
Op zijn vijftiende begon Coffin zijn ouders te assisteren bij de verzorging van ontsnapte slaven die op hun boerderij werden opgevangen. Na de aanname van Fugitive Slave Law in 1793 werd die opvang met veel meer geheimhouding omgeven. Rond 1820 werden de Quakers in North Carolina zelf openlijk vervolgd omdat zij ontsnapte slaven hielpen. Desondanks opende Coffin en een neef in 1821 een zondagsschool om slaven de Bijbel te leren lezen. De zondagsschool werd al snel gesloten door slavenhouders.
Veel Quakers verlieten in de jaren twintig North Carolina en trokken naar het Noordwestterritorium. Slavernij was daar verboden. In Ohio en Indiana, staten de voortkwamen uit het Noordwestterritorium, was al een grote Quaker-gemeenschap gevestigd die grote invloed had op de instandhouding van het slavernijverbod bij de vestiging van de staat, nadat dit verbod door een gouverneur toch was opgeheven. Coffin vestigde zich in 1822 in Indiana.

### Jaren in Indiana
Coffin begon zijn eigen boerderij in Indiana. Een jaar na aankomst begon hij bovendien een winkel in gedroogde waren in Newport. De opbrengst daarvan gebruikte hij grotendeels voor de hulpverlening aan weggelopen slaven. Zijn huis werd ook een schuilplaats voor die slaven op hun tocht naar het veilige Canada. Newport kende een aanzienlijke Afro-Amerikaanse gemeenschap waar veel weggelopen slaven onderdak vonden, maar zij werden regelmatig opgepakt door slavenjagers, omdat zij wisten waar ze moesten zoeken. Coffin zocht contact met de Afro-Amerikaanse gemeenschap en bood vanaf de winter van 1826-27 zijn huis aan als schuilplaats.
Verschillende buren namen een voorbeeld aan Coffin en begonnen ook onderdak te geven aan weggelopen slaven. Er ontstond een heus netwerk van schuilplaatsen op weg naar Canada. Coffin refereerde naar het systeem als de "mysterious road". Hij schatte dat jaarlijks honderd voormalige slaven via het netwerk werden gered. Zijn huis werd na verloop van tijd een knooppunt waar drie belangrijke slavenvluchtwegen samenkwamen.
Plaatsgenoten die zich niet konden vinden in Coffins activiteiten boycotte zijn winkel. Daardoor maakte hij een financieel moeilijke tijd door. Tegelijkertijd was het grootste deel van de nieuwkomers in Newport tegen de slavernij, waardoor de misère slechts van tijdelijke aard waren. Coffins "imperium" groeide. Zo investeerde hij in de Second State Bank of Indiana en werd directeur van het plaatselijke bankkantoor in Richmond. Ook werd hij de eigenaar van een molen die lijnzaadolie produceerde.
Coffin bouwde in 1838 een twee verdiepingen tellend huis. Het huis had meerdere schuilplaatsen. Zo was er op de tweede verdieping tussen de muren een ruimte waar veertien mensen zich konden verbergen. Het huis zelf is nooit doorzocht omdat Coffin van slavenjagers die hem wisten te vinden altijd een huiszoekingsbevel of eigendomspapieren van gezochte slaven eiste te zien.
In de jaren veertig nam de druk op de Quakers steeds verder toe om te stoppen met de hulp aan de ontsnapte slaven. De leiding van het kerkgenootschap adviseerde haar leden in 1842 te stoppen met de illegale hulp aan gevluchte slaven. Zij vond dat een verbod op slavernij het beste via de democratische weg kon worden afgedwongen. Coffin trok zich hier niets van aan en werd samen met een aantal anderen  uit de Religieus Society of Friends gezet. Met zijn bondgenoten vormde Coffin de Antislavery Friends. De twee kerkgenootschappen voegden zich in 1851 weer samen

### Verhuizing naar  Cincinnati
Na verloop van tijd begon Coffin zich te realiseren dat veel spullen die hij gebruikten werden geproduceerd met de hulp van slaven. Hij kwam in aanraking met organisaties in Philadelphia en New York die alleen slavenvrije producten verkochten. Hij begon vervolgens daarin te handelen. In 1845 opende een aantal zakenmannen een warenhuis in Cincinnati in Ohio waar alleen slavenvrije producten werden verkocht. Zij wisten Coffin over te halen om directeur te worden. Deze stemde daar uiteindelijk met lichte tegenzin in toe, waarna hij en zijn vrouw in 1847 naar Ohio verhuisden.
Coffin had moeite om aan kwalitatief goede, slaafvrije producten te komen, waardoor de omzet tegenviel. Hij reisde verschillende keren naar het zuiden op zoek naar geschikte producten. In Mississippi kwam Coffin in aanraking met een katoenplantage waar de eigenaar alle slaven de vrijheid had gegeven en hun vervolgens inhuurde. Met hulp van Coffin werd er een ontkorrelmachine aangeschaft, waardoor de opbrengst van het land sterk toenam. Reizen naar Tennessee en Virginia waren minder succesvol. Na verloop van tijd bleef de omzet tegenvallen. De winkel bleef slechts overeind dankzij de financiële steun van rijke medestanders. Coffin besloot daarom de winkel in 1857 te verkopen.
In Cincinnati zette Coffin zijn activiteiten voor de Underground Railroad voort. In eerste instantie was hij terughoudend om slaven onderdak te verlenen, maar dat veranderde toen hij in aanraking kwam met lokale bewoners die wilden helpen. Coffin en zijn vrouw verhuisden meerdere keren voordat zij zich definitief settelden in een groot huis aan Wehrman Street. Een deel van de kamers werd verhuurd, waardoor het een komen en gaan was van mensen. Daardoor viel de komst van vluchtelingen minder op. Gevluchte slaven werden vaak gekleed als butlers en koks, terwijl mulatten soms doorgingen als gasten. Gevluchte slaven werden vaak als Quaker-vrouw verkleed. Dankzij deze dracht met een  hoge kraag, lange mouwen, handschoenen, sluier en grote hoed met brede rand kon de drager zijn eigen uiterlijk aan het zicht onttrekken

### Amerikaanse Burgeroorlog
Coffin stichtte in Cincinnati een weeshuis voor zwarte kinderen. Na de uitbraak van de Amerikaanse Burgeroorlog begon Coffin en zijn groep met de verzorging van gewonde soldaden. Vanuit zijn achtergrond als Quaker was Coffin een pacifist, maar hij steunde de Unie. In 1863 trad hij op al vertegenwoordiger van de Western Freedman's Aid Society, die hulp bood aan bevrijdde slaven. De organisatie zamelde voedsel en kleding in en verspreidde de onder de voormalige slaven. In 1864 reisde Coffin naar Groot-Brittannië waar vervolgens de Englishman's Freedman Aid Society werd opgericht.

### Laatste jaren

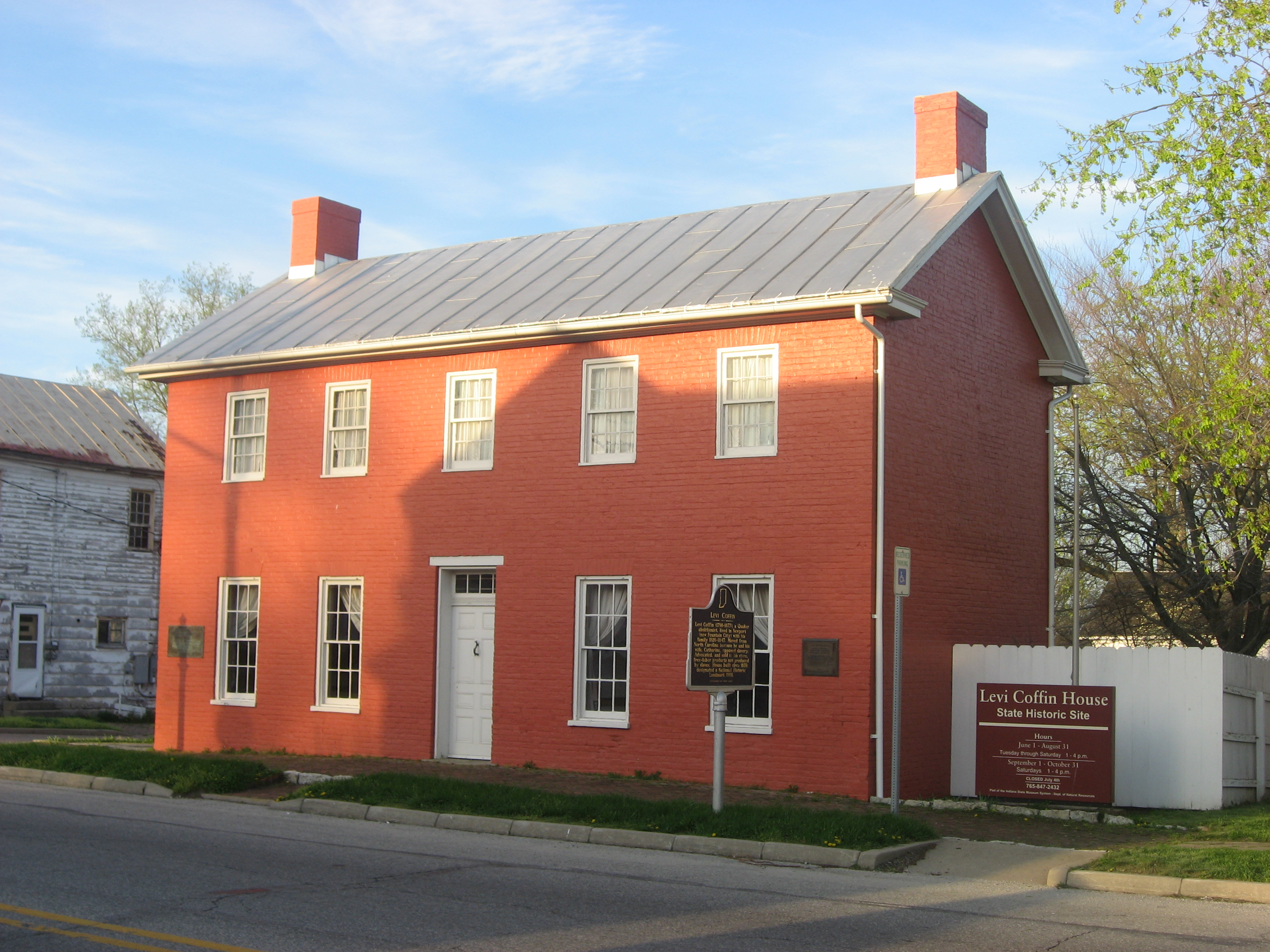
Het Levi Coffin House in Newport.

Na de oorlog zette Coffin zijn werkzaamheden voor de Freedman Aid Society in eerste instantie door. Zo woonde hij in 1867 nog de International Anti-Slavery Conference in Parijs bij. Tegelijkertijd had hij er een hekel aan een publiek figuur geworden was en het constant om geld moeten bedelen om geld vond hij vernederend. Coffin was blij toen hij het stokje kon overdragen.
Het jaar voor zijn dood zette Coffin zijn ervaringen op papier. In 1876 verscheen het boek Reminiscences of Levi Coffin. Coffin antwoordde toen naar de motivatie werd gevraagd: "De Bijbel, die ons vraagt om de hongerigen te voeden en de naakten te kleden, zegt niets over kleur, en ik moet proberen navolging te geven aan de lessen uit dat goede boek". Historici schatten dat Coffin ongeveer drieëndertighonderd slaven heeft geholpen op de weg naar vrijheid, tweeduizend tijdens de twintig jaar in Indiana en nog eens dertienhonderd tijdens de periode in Cincinatti. Coffins huis in Newport werd in 1967 gekocht door de staat Indiana en werd geopend voor bezichtiging.